# Deán Funes
Deán Funes – miasto w Argentynie, położone w północnej części prowincji Córdoba.

## Opis
Miejscowość została założona w 9 marca 1875 roku. W mieście jest węzeł drogowy-RP16 i RN60, stacja węzłowa. . 

## Miasta partnerskie
- Marín –  (Hiszpania)